# Mohammed Rafi
Mohammed Rafi (24 tháng 12 năm 1924 - 31 tháng 7 năm 1980) là một ca sĩ hát lại (playback) người Ấn Độ. Anh được coi là một trong những ca sĩ vĩ đại và có ảnh hưởng nhất của tiểu lục địa Ấn Độ. Rafi đáng chú ý với giọng hát, sự linh hoạt và trường độ; các bài hát của ông rất đa dạng từ những bài hát vui vẻ đến những bài hát yêu nước, từ những bài hát buồn đến những bài hát rất lãng mạn, qawwalis đến ghazals và bhajans đến những bài hát cổ điển. Ông được biết đến với khả năng biến giọng hát của mình thành tính cách và phong cách của một diễn viên, hát nhép bài hát trên màn ảnh trong phim. Anh đã nhận được sáu giải thưởng Filmfare và một giải thưởng điện ảnh quốc gia. Năm 1967, ông vinh dự nhận giải thưởng Padma Shri do Chính phủ Ấn Độ trao tặng. Năm 2001, Rafi được tạp chí Hero Honda và Stardust vinh danh danh hiệu "Ca sĩ xuất sắc nhất thiên niên kỷ". Năm 2013, Rafi được bình chọn là Giọng hát tuyệt vời nhất trong Điện ảnh Hindi trong cuộc bình chọn của CNN-IBN.
Rafi đã thu âm các bài hát cho hơn một nghìn bộ phim tiếng Hindi và đã hát các bài hát bằng nhiều ngôn ngữ vùng Ấn Độ khác nhau cũng như ngoại ngữ, mặc dù chủ yếu bằng tiếng Hindi - Urdu và Punjabi mà ông có một vốn liếng vững chắc. Rafi đã thu âm 7405 bài hát bằng nhiều thứ tiếng. Ông đã hát bằng nhiều ngôn ngữ Ấn Độ trong khu vực bao gồm Konkani, Assamese, Bhojpuri, Odia, Punjabi, Bengali, Marathi, Sindhi, Kannada, Gujarati, Tamil, Telugu, Magahi, Maithili. Ngoài tiếng Ấn Độ, Rafi còn hát các bài hát bằng nhiều thứ tiếng nước ngoài như tiếng Anh, tiếng Farsi, tiếng Ả Rập, tiếng Sinhala, tiếng Creole và tiếng Hà Lan.